# Radnóti Aladár
Radnóti Aladár (eredeti neve: Ringeisen Aladár) (Budapest, 1913. június 13. – Frankfurt am Main, 1972. december 8.) magyar régész, ókortörténész.

## Életpályája
Ringeisen Aladár Frigyes (1885–1961) vasnagykereskedő és Rajágh Irén (1889–1955) fiaként született. Középiskolai tanulmányait a Toldy Ferenc Reáliskolában végezte, ahol 1931-ben érettségi vizsgát tett. A budapesti Pázmány Péter Tudományegyetem Bölcsészettudományi Karán Alföldi Andrásnál tanult. Miután hazatért római tanulmányútjáról, az egyetem Érem- és régiségtani Intézetében dolgozott gyakornokként, majd tanársegédként. 1938-ban – a pannóniai római bronzedényekről írt művével – szerzett doktori fokozatot. 1938–1957 között a Magyar Nemzeti Múzeum Régészeti Osztályának munkatársa, 1955–1957 között az Adattár osztályvezetője volt. 1946-ban a Pázmány Péter Tudományegyetemen a Római provinciális régészet című tárgykörből magántanári címet szerzett. 1950-ig az Eötvös Loránd Tudományegyetem tanára volt; a sztálinista egyetemi politika megakadályozta további oktatói tevékenységét. 1957-ben elhagyta az országot, és Bajorországban telepedett le. 1959-től az augsburgi Maximilianmuseum munkatársa volt; elsősorban egyházi építmények feltárását végezte. 1962-től a Frankfurti Egyetemen az ókortörténeti segédtudományok oktatásában vett részt.
A bajor műemléki felügyelőség régészeként Regensburg műemlékeivel foglalkozott, vaskori és római kori ásatásokat folytatott.

## Magánélete
1947-ben feleségül vette Radnóti-Alföldi Mária (1926–2022) régészt és numizmatikust.

## Művei
- Vasi di bronze romani nel Museo Profano del vaticano (Róma, 1937)
- A pannóniai római bronzedények (Budapest, 1938)
- Die römischen Bronzgefässe von Pannonien (Budapest, 1938)
- The Distribution of Troops in Pannonia Inferior during the 2nd century A. D. (Acta Archaeologica Hungarica, 1951)
- A Balaton régészeti és történeti emlékei (Gerő Lászlóval, Budapest, 1952)[7]
- Pannóniai városok élete a korai feudalizmusban (Budapest, 1954)
- C. Julius Avitus Alexianus (Germania, 1961)

## Díjai, elismerései
- Kuzsinszky Bálint-emlékérem
- 2014-től Oroszváron utca viseli a nevét

## Fordítás
- Ez a szócikk részben vagy egészben  az   Aladár Radnóti című német Wikipédia-szócikk ezen változatának fordításán alapul.  Az eredeti cikk szerkesztőit annak laptörténete sorolja fel. Ez a jelzés csupán a megfogalmazás eredetét és a szerzői jogokat jelzi, nem szolgál a cikkben szereplő információk forrásmegjelöléseként.